# Kriegsdenkmünze (Anhalt-Köthen)
Herzog Ferdinand-Friedrich von Anhalt-Köthen stiftete im Jahr 1819 zum Andenken an seinen Vorgänger Herzog Ludwig verschiedene Kriegsdenkmünzen, die an Angehörige des Anhalt-Köthenschen Militärs verliehen werden konnte, die sich in den Befreiungskriegen bewährt und ausgezeichnet haben.
- Kriegsdenkmünze für 1813
- Kriegsdenkmünze für 1814
- Kriegsdenkmünze für 1813 und 1814
- Kriegsdenkmünze 1815
- Kriegsdenkmünze für 1813 und 1815
- Kriegsdenkmünze für 1814 und 1815
- Kriegsdenkmünze für 1813, 1814 und 1815

Die aus Eisen gefertigten Medaillen zeigen auf der Vorderseite mittig ein von der Herzogskrone überragtes L (Ludwig). Darunter sind zwei Lorbeerzweige zu sehen. Auf der Rückseite die Inschrift Den Vaterlands Vertheidigern sowie die jeweilige Jahreszahl bzw. Zahlenkombination.
Getragen wurde die Medaille an einem grün weiß gestreiften Band auf der linken Brust.